# 泥炭地 (松本清張)
『泥炭地』（でいたんち）は、松本清張の短編小説。『文學界』1989年3月号に掲載され、1993年12月に『松本清張傑作総集Ⅱ』収録の1作として、新潮社より刊行された。松本清張が文芸誌に発表した最後の小説作品となった。 

## あらすじ
小学校高等科を出た福田平吉は、職業紹介所の紹介で河東電気小倉出張所の給仕として採用される。平吉は母に猫可愛がりに大事にされたため、気がきかず、庶務係の牧三郎は平吉を始終睨みつけては叱言を云った。社員たちは平吉を時間中でもよく私用に使った。満二年が過ぎ、平吉を採用してくれた主任の星加英明は交替し、大阪本店から若い中浜憲二郎が赴任してきた。平吉は、とうてい社員に登用される見込みのないことを云おうとしたが、父の丈太郎に落胆を与えそうなので黙っていた。会計の専任として品川というのが福岡支店から着任した。客応対は弁舌さわやかで、お世辞が流れるように出た。口下手な中浜所長は、品川の能弁に圧倒され、品川は所内でひどく高姿勢となった。半年経つと、品川の出勤が変則的になり、神経衰弱を理由に夜間勤務を申し出、了承される。しかし品川は深夜に梯子を使い塀をこえ旭町の遊郭に毎晩通っていたことが暴露し、会社の金の使い込みにより懲戒免職される。
出張所が船頭町から大阪町に移ってから中浜所長は、平吉に服を新調してくれたが、それは背広服でなく、やっぱり給仕服であった。当分社員にする気持のない意志のあらわれであった。両親が老いたら、その面倒は平吉ひとりがみなければならぬ。安月給でどうして食わせられるか。といってほかに転職先はなかった。河東電気出張所が社債の大募集を開始し俄かに活気を帯びていた或る日、出張所のまん前に「品川電気商会」が開店した。曾て船頭町時代に品川が威張り散らし、強もてした記憶が拭えず、皆が気圧されるなか、平吉と正面から遇った品川は「おい福田、河東電気株式会社の運命も風前の灯だぞ」「この次に河東社長が打つ手は人員整理だ、クビ切りだ」。品川の言葉は真理を衝いていた。
三か月ほど経った。社員が整理されることになった。平吉は、最後は自分の番だと思った。

## エピソード
- 著者は1927年に18歳で川北電気の給仕を解雇された時の状況について、以下のように回顧している。「父が五十三歳のとき、私は給仕としてつとめていた会社が不況になり、やめさせられた。クビになったのは私の勤めぶりが悪いからだろうと父は私を責めたが、二十歳近くにもなる給仕は会社としても不要で、社員にするには金がかかる。そのとき、支店長が私にいった言葉は忘れられない。「君は社をやめさせられるのを悲観しているかもしれないが、これで他に道を求めるチャンスができたのだ。自分もいままで何度かほかに職業を変えようと思ったがとうとうできなかった」」[1]。
- 本作は1974年発表の短編小説『河西電気出張所』との類似が指摘されている[2]。コラムニストの香山二三郎は、『河西電気出張所』と「ラストは対照的」「この二篇の初出を見ると、その間に十五年の歳月が隔たっていることがわかる。そのぶん『泥炭地』のほうが角の取れた熟成度の高い作品に仕上がっているようにも思われる」と述べている[2]。